# 梅丘
梅丘（日语：／ Umegaoka */?）是東京都世田谷區的町名。現行行政地名為梅丘一丁目至梅丘三丁目。郵遞區號為154-0022。

## 地理
位於世田谷區中央附近，屬北澤地域。北鄰松原，東接代田，南連若林、世田谷，西通豪德寺。在地形上，北為北澤川，南有烏山川，地型大致平坦。
梅丘站位於此地北部。車站周邊多商業用地，其他以住宅為主。

## 歷史
古時屬荏原郡世田谷村一部分與松原村飛地一部分。現在二、三丁目與世田谷、若林的連結依然緊密。

### 地名由來
梅丘的由來已不可考。一說是來自車站站名，因附近土地的所有者擁有梅鉢家紋而得名。另一說是附近有稱為「埋めヶ丘」的古墳，「埋め」後演變為「梅」而成為「梅丘」。此外，近鄰的羽根木公園以梅林聞名，但其種植時間已有「梅丘」的站名與地名。

## 備註
1. ↑  平成25年（2013年）の世田谷区の町丁別人口と世帯数 - 世田谷区

## 外部連結
- 世田谷區官方網站 （页面存档备份，存于）
- 梅丘商店街 （页面存档备份，存于）